# Campionati del mondo di atletica leggera indoor 2024 - Salto triplo maschile
La gara del salto triplo maschile dei campionati del mondo di atletica leggera indoor 2024 si è svolta il 2 marzo.

## Podio
| Pos.    | Atleta               | Nazionalità  | Misura  |
| ------- | -------------------- | ------------ | ------- |
| Oro     | Hugues Fabrice Zango | Burkina Faso | 17,53 m |
| Argento | Yasser Triki         | Algeria      | 17,35 m |
| Bronzo  | Tiago Pereira        | Portogallo   | 17,08 m |

## Situazione pre-gara

### Record
Prima di questa competizione, il record del mondo e il record dei campionati erano i seguenti.
| Record                | Prestazione | Atleta                         | Data e luogo                   | Competizione                     |
| --------------------- | ----------- | ------------------------------ | ------------------------------ | -------------------------------- |
| Record mondiale       | 18,29 m(o)  | Jonathan Edwards Gran Bretagna | 7 agosto 1995 Göteborg, Svezia | Campionati del mondo 1995        |
| Record dei campionati | 17,90 m     | Teddy Tamgho Francia           | 14 marzo 2010 Doha, Qatar      | Campionati del mondo indoor 2010 |

### Campioni in carica
I campioni in carica a livello mondiale erano:
| Campione        | Atleta                            | Prestazione | Data e luogo                      | Competizione                     |
| --------------- | --------------------------------- | ----------- | --------------------------------- | -------------------------------- |
| Olimpico        | Pedro Pichardo Portogallo         | 17,98 m(o)  | 5 agosto 2021 Tokyo, Giappone     | Giochi della XXXII Olimpiade     |
| Mondiale        | Hugues Fabrice Zango Burkina Faso | 17,64 m(o)  | 21 agosto 2023 Budapest, Ungheria | Campionati del mondo 2023        |
| Mondiale indoor | Lázaro Martínez Cuba              | 17,64 m     | 18 marzo 2022 Belgrado, Serbia    | Campionati del mondo indoor 2022 |

### La stagione
Prima di questa gara, gli atleti con le migliori tre prestazioni dell'anno erano:
| Pos. | Atleta                            | Prestazione | Data e luogo                     |
| ---- | --------------------------------- | ----------- | -------------------------------- |
| 1    | Andy Díaz Italia                  | 17,61 m     | 6 febbraio 2024 Toruń, Polonia   |
| 2    | Jordan Díaz Spagna                | 17,52 m     | 23 febbraio 2024 Madrid, Spagna  |
| 3    | Hugues Fabrice Zango Burkina Faso | 17,21 m     | 10 febbraio 2024 Liévin, Francia |

## Risultati

### Finale
La finale diretta si è tenuta il 2 marzo alle ore 19:40.
| Pos     | Atleta               | Nazionalità  | 1ª prova | 2ª prova | 3ª prova | 4ª prova | 5ª prova | 6ª prova | Risultato | Note                                     |
| ------- | -------------------- | ------------ | -------- | -------- | -------- | -------- | -------- | -------- | --------- | ---------------------------------------- |
| Oro     | Hugues Fabrice Zango | Burkina Faso | 16,69 m  | 17,33 m  | 17,31 m  | 17,03 m  | 17,53 m  | 15,39 m  | 17,53 m   | Miglior prestazione personale stagionale |
| Argento | Yasser Triki         | Algeria      | 17,35 m  | x        | x        | -        | -        | -        | 17,35 m   | Miglior prestazione personale stagionale |
| Bronzo  | Tiago Pereira        | Portogallo   | x        | 16,74 m  | x        | x        | x        | 17,08 m  | 17,08 m   | Miglior prestazione personale stagionale |
| 4       | Fang Yaoqing         | Cina         | x        | 16,93 m  | 16,41 m  | -        | -        | 16,85 m  | 16,93 m   | Miglior prestazione personale stagionale |
| 5       | Emmanuel Ihemeje     | Italia       | 16,90 m  | 15,61 m  | x        | 16,36 m  | x        | 16,73 m  | 16,90 m   |                                          |
| 6       | Donald Scott         | Stati Uniti  | 16,11 m  | x        | 16,77 m  | 16,84 m  | 16,88 m  | 16,50 m  | 16,88 m   | Miglior prestazione personale stagionale |
| 7       | Zhu Yaming           | Cina         | 16,57 m  | x        | 16,72 m  | x        | 16,71 m  | 16,24 m  | 16,72 m   | Miglior prestazione personale stagionale |
| 8       | Lázaro Martínez      | Cuba         | 16,68 m  | x        | 16,69 m  | x        | x        | 16,39 m  | 16,69 m   |                                          |
| 9       | Max Heß              | Germania     | 16,66 m  | 16,39 m  | 16,65 m  |          |          |          | 16,66 m   |                                          |
| 10      | Almir dos Santos     | Brasile      | x        | 16,55 m  | 16,63 m  |          |          |          | 16,63 m   | Miglior prestazione personale stagionale |
| 11      | Praveen Chithravel   | India        | 15,76 m  | 16,29 m  | 16,45 m  |          |          |          | 16,45 m   | Miglior prestazione personale stagionale |
| 12      | Chris Benard         | Stati Uniti  | x        | x        | 16,14 m  |          |          |          | 16,14 m   |                                          |
| 13      | Cristian Nápoles     | Cuba         | x        | 15,98 m  | r        |          |          |          | 15,98 m   |                                          |
| 14      | Dimitrios Tsiamis    | Grecia       | x        | 15,95 m  | 15,87 m  |          |          |          | 15,95 m   |                                          |